# Kanton Le Lauzet-Ubaye
Le Lauzet-Ubaye is een voormalig kanton van het Franse departement Alpes-de-Haute-Provence. Het kanton maakte deel uit van het arrondissement Barcelonnette. Het werd opgeheven bij decreet van 24 februari 2014, met uitwerking op 22 maart 2015. Alle gemeenten werden toegevoegd aan het kanton Barcelonnette.

## Gemeenten
Het kanton Le Lauzet-Ubaye omvatte de volgende gemeenten:
- La Bréole
- Le Lauzet-Ubaye (hoofdplaats)
- Méolans-Revel
- Pontis
- Saint-Vincent-les-Forts